# 푸닥거리
푸닥거리는 사람들이 생활하는 동안에 생기는 생활상의 파탄을 메우기 위하여 특수한 힘을 얻어 보려는 민간 신앙이다.
푸닥거리에는 잡귀들이 장난에 의해서 일어났다고 판단되는 생활상의 파탄을 메우기 위해서 그 잡귀들에게 음식물을 풀어 먹여서 물리치는 행위와 닥쳐올 액을 막으려는 행위가 있다. 귀신을 쫓는 것을 푸닥거리라 하고 후자를 액막이라 하는데, 액막이에 푸닥거리 행위가 취해지곤 한다.
귀신을 막거나 쫓는 데에는 귀신을 정면으로 위협하여 쫓는 것과 음곡(音曲)·춤·공물(供物) 등으로 귀신의 환심을 사는 법이 있다. 위협하는 법에는 귀신들린 사람을 방 안에 넣고 3∼4일간 경을 읽은 후 주구(呪具)로 때리는 구타법(毆打法)이 있고, 귀신이 잠입(潛入)해 있다고 믿어지는 물품을 불로 태워버리는 청정법(淸淨法), 그리고 유사 모방법이 있다. 이것은 안질에 걸렸으면 종이나 땅에 그 사람의 눈을 그리고 거기에 바늘을 꽂아서 눈에 있는 귀신을 압살시키는 방법이다. 귀신을 꽁꽁 묶는 방법도 있고, 땅이나 항아리 속에 묻거나 몰아넣고 봉하는 방법 등이 있는데, 이것들은 모두 강압적인 방법을 쓰는 푸닥거리이다. 푸닥거리는 대체로 액막이나 저주, 그리고 가수(嫁樹)의 두 요소로 구성된다. 공물을 바치고 귀신의 노여움을 풀기 위해서 귀신에게 잘못을 사죄하고 보은(報恩)을 바라는 행위는 치성(致誠)이다. 치성에는 근신(謹愼)이 따르게 되는데 근신은 미의미식(美衣美食)·남녀교환(男女交歡)·가무음곡(歌舞音曲)·향락오락(享樂娛樂)을 피하고 신체의 부정(不淨)을 정화(淨化)하는 일이다.